# Konrad Bayer

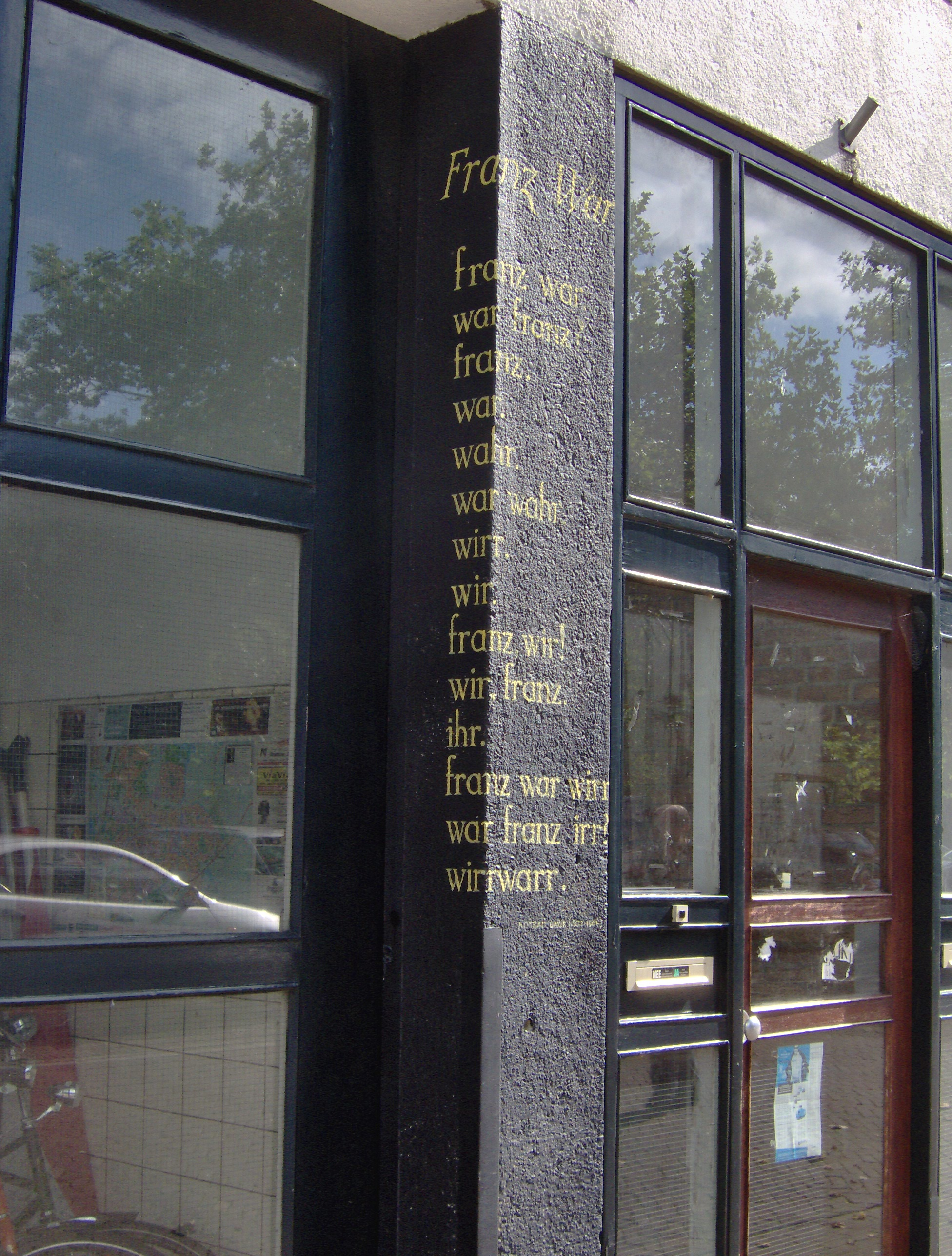
Het gedicht Franz War van Konrad Bayer als muurgedicht op de voorgevel van het gebouw aan de Kaasmarkt 4 in Leiden.
franz war.
war franz?
franz.
war.
wahr.
war wahr.
wirr.
wir.
franz, wir!
wir, franz.
ihr.
franz war wirr.
war franz irr?
wirrwarr.

Konrad Bayer (Wenen, 17 december 1932 – aldaar, 10 oktober 1964) is een Oostenrijkse schrijver die deel uitmaakte van de Wiener Gruppe. Hij werkte enkele jaren als bankbediende, maar wijdde zich sinds 1957 aan de kunst. Hij speelde in diverse bands, trad op in films van Peter Kubelka en Ferry Radax (onder meer Sonne halt!, 1960) en nam deel aan de happenings van de Wiener Gruppe. 
Hij experimenteerde niet alleen in zijn teksten, maar ook in zijn leven. Zo beschouwde hij relaties en situaties als te beïnvloeden elementen, het leven als een theaterstuk waarin je je eigen grenzen kon verleggen. Hij was een dandy en een bohemien, gefascineerd door de zwarte romantiek en het surrealisme. Bayer verbleef langere tijd in Courgeron (Le Pin-au-Haras) in het huis van Friedensreich Hundertwasser, in Parijs, Venetië en Berlijn en op het platteland in Neder-Oostenrijk, waar hij in het halfvervallen kasteel Hagenberg werkte aan zijn roman der sechste sinn. Hij maakte op 10 oktober 1964 een eind aan zijn leven.
Zijn oeuvre bestaat voor een groot deel uit korte, fragmentarische teksten, die je moeilijk in een bestaand genre kunt onderbrengen. Zijn eerste boekpublicatie, der stein der weisen (1963) is een traktaat, samengesteld uit negen hoogst eigenzinnige prozateksten en -montages over lichamen en bewustzijnen in de wereld. Het mondt uit in een pleidooi voor de 'elektrische hiërarchie' van de zinnen en eindigt met de vaststelling "alles kan dit en dat betekenen / alles kan ook iets anders betekenen." 
der kopf des vitus bering (1965) is een groots opgezette montagetekst, waarin Bayer de persoon en het leven van de Deense ontdekkingsreiziger als uitgangspunt neemt voor een spirituele reis in ruimte en tijd. Hij laat het beginnende natuurwetenschappelijke denken uit de Nieuwe Tijd botsen met kannibalistische praktijken van primitieve volkeren, mengt de avonturen van de scheepvaart met extreme natuurverschijnselen (noorderlicht, poolijs) en toont aan dat geen enkel begrip eenduidig is. Elke semantische fixatie krijgt in een andere context een nieuwe betekenis.
In zijn onvoltooid gebleven roman der sechste sinn verwerkte hij autobiografische elementen, gedachten en dromen tot een literaire caleidoscoop. De tekst wordt een instrument om het leven en de dingen anders waar te nemen, ze even te bevrijden uit de dwang van het gewone perspectief: "moet ik denken, wie beweegt er daar nu? was ik het in de spiegel." Een vertwijfeld maar verhevigd levensgevoel doorzindert ook deze verzameling teksten.
Daarnaast schreef Konrad Bayer toneelstukken, onder meer "die boxer", waarin sprekende personages elkaar met hoffelijke en banale zinnen knock-out proberen te slaan, en het komisch-satirische "kasperl am elektrischen stuhl". Verder bijzonder originele experimentele teksten waarin hij de beperkingen van de taal probeert te overschrijden of op zijn minst bewust te maken (onder meer "karl ein karl", "die birne", "der die mann", "argumentation vor der bewusstseinsschwelle").
Een gedeelte van Bayers proza is in het Nederlands vertaald, onder meer in de tijdschriften Yang en Armada. De roman het zesde zintuig en het hoofd van vitus bering werden gepubliceerd door uitgeverij IJzer, de steen der wijzen door Zegwerk. Het leesdrama idioot en de peer en ander proza verschenen bij Vleugels.